# ایست گلیشر پارک ویلیج (مونتانا)
ایست گلیشر پارک ویلیج (به انگلیسی: East Glacier Park Village) شهری در ایالت مونتانا کشور ایالات متحده آمریکا است که جمعیت آن در سرشماری سال ۲۰۱۰ میلادی، ۳۶۳ نفر بوده‌است.

## نگارخانه

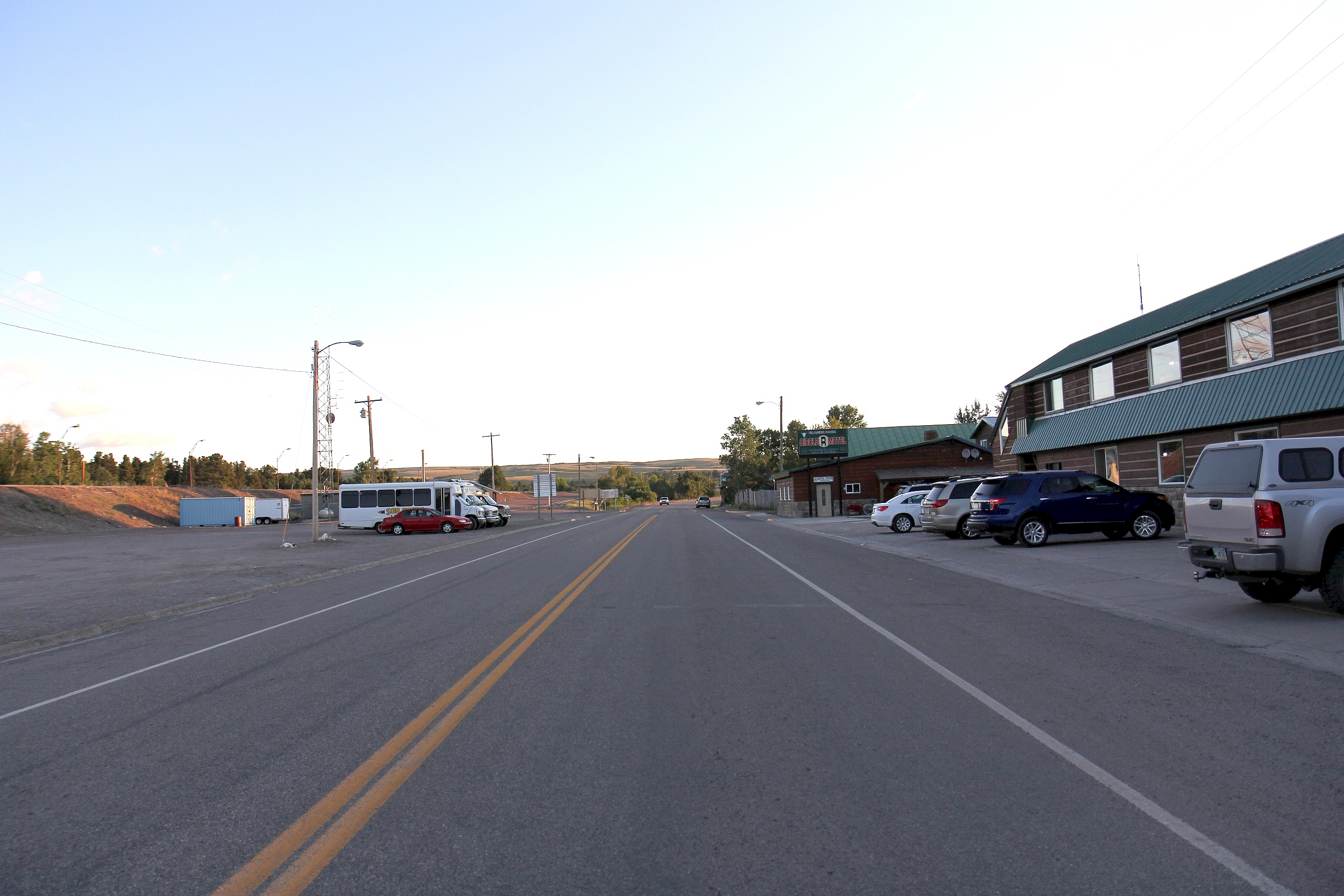
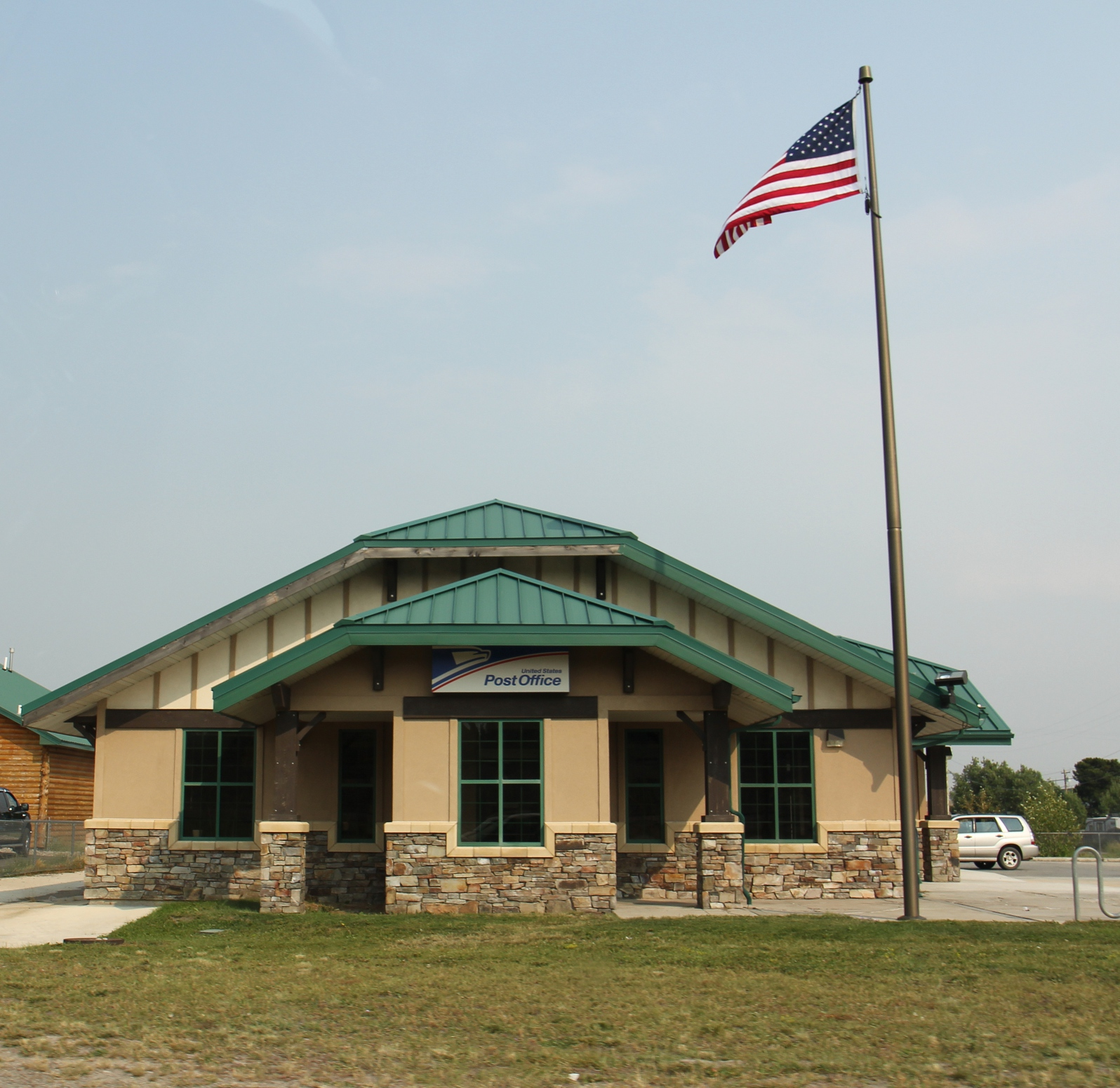

## موقعیت جغرافیایی
موقعیت جغرافیایی شهرها و مناطق اطراف به شرح زیر است: